# س. دبليو. إي. جينينغز
س. دبليو. إي. جينينغز (بالإنجليزية: C. W. E. Jennings)‏ هو شخصية أعمال أمريكي، ولد في 4 فبراير 1877 في بنكر هيل في الولايات المتحدة، وتوفي في 5 يونيو 1949 في باسيفيك في الولايات المتحدة.